# Яра-де-Муреш
Яра-де-Муреш (рум. Iara de Mureș) — село у повіті Муреш в Румунії. Входить до складу комуни Горнешть.
Село розташоване на відстані 269 км на північний захід від Бухареста, 18 км на північний схід від Тиргу-Муреша, 87 км на схід від Клуж-Напоки, 130 км на північний захід від Брашова.

## Населення
За даними перепису населення 2002 року у селі проживали 388 осіб.
Національний склад населення села:
| Національність | Кількість осіб | Відсоток |
| -------------- | -------------- | -------- |
| угорці         | 367            | 94,6%    |
| цигани         | 12             | 3,1%     |
| румуни         | 9              | 2,3%     |

Рідною мовою назвали:
| Мова      | Кількість осіб | Відсоток |
| --------- | -------------- | -------- |
| угорська  | 369            | 95,1%    |
| циганська | 10             | 2,6%     |
| румунська | 9              | 2,3%     |